# Северцов, Алексей Сергеевич
Алексей Сергеевич Северцов (11 ноября 1936, Москва — 31 октября 2019, там же) — российский биолог, специалист в области теории естественного отбора, эволюции онтогенеза и функциональной эволюции. Доктор биологических наук, профессор. Главный редактор биологического отдела журнала Бюллетень Московского общества испытателей природы.

## Биография и научная деятельность
Сын профессора Сергея Алексеевича Северцова (1891—1947) от его второго брака с Еленой Иосифовной Камерницкой. Внук Алексея Николаевича Северцова.
Начинал работать в лаборатории академика И. И. Шмальгаузена. Занимался сравнительной эмбриологией и филогенией амфибий в плане происхождения наземных позвоночных. С приходом на кафедру теории эволюции биологического факультета МГУ (1 декабря 1966 г.) постепенно переключился на эволюционную экологию амфибий и на проблему естественного отбора, разработка которой на конкретном материале по возрастной смертности и отбору в популяциях лягушек привела к формулированию концепции контрбаланса векторов движущего отбора как причины эволюционного стазиса.
Область научных интересов: эволюционная экология, популяционная экология амфибий, теория естественного отбора, эволюция онтогенеза.
С 1971 по 2014 год заведующий кафедрой дарвинизма  или позднее кафедрой биологической эволюции биологического факультета МГУ. Доктор биологических наук с 1976. С 16 июля 1978 года профессор кафедры дарвинизма. Читал курс «Теории эволюции» на биологическом факультете МГУ, до последних дней жизни вёл спецкурсы на кафедре: «Введение в теорию эволюции» и «Направленность эволюции».
Автор учебника «Теория эволюции», вышедшего несколькими изданиями, а также ряда статей в третьем издании «Большой советской энциклопедии» (нпр. ст. «Эктогенез»).

## Семья
- Сын — Пётр Алексеевич Северцов (род. 19.02.1960[5]), художник, иллюстратор.
- Жена — Ирина Владимировна Северцова, в девичестве Васина (11.12.1938—25.06.2006)
  - Дочь — Елена Алексеевна Северцова (род. 24.05.1973), к.б.н. (с 2002), старший научный сотрудник кафедры биологической эволюции МГУ[6]
  - Дочь — Мария Алексеевна Северцова (род. 6.02.1975), режиссер монтажа

## Награды
- Премия имени И. И. Шмальгаузена РАН (2010 г.) — за монографию «Эволюционный стазис и микроэволюция».[7]
- Премия имени А. Н. Северцова РАН (1993 г.) — за цикл работ «Направленность эволюционного процесса».[8]
- Премия имени А. О. Ковалевского АН СССР (1964 г.) — за серию эмбриолого-морфологических работ по проблеме происхождения наземных позвоночных, опубликованных в 1959-64 гг.[9]
- Заслуженный деятель науки РФ [10]